# Бесарабенко Тихін
Бесарабенко Тихін (роки життя невідомі) — український військовий діяч, повстанський отаман УНРівської орієнтації, що діяв у 1921 році.

## Біографія
Весною 1921 року згідно з наказом Головного отамана військ УНР Симона Петлюри прибув у розпорядження отамана Юліана Мордалевича як отаман повстанських куренів Таращанського, Сквирського та Бердичівського повітів Київщини.
5 серпня 1921 року був одним із засновників «Козачої Ради Правобережної України», спільно з Іваном Шимулянком організували військову роботу зазначеної організації. Мав мандат Повстансько-партизанського штабу УНР. Наказом від 16 вересня 1921 року «Козача Рада», спираючись на наказ Головного отамана, призначила Тихона Бесарабенка командувачем Північно-Східним фронтом з підпорядкуванням йому усіх повстанських загонів на території вздовж Дніпра до Канева, по лінії Біла Церква-Сквира-Бердичів і до румунського кордону.